# He Is Your Brother
«He Is You Brother» (Él es tu hermano) es una canción y un sencillo del grupo ABBA que sólo fue lanzado en los países escandinavos. La canción forma parte del álbum Ring Ring.

## La canción
La canción, fue escrita por Björn y Benny, y producida por Michael Tretow. Fue grabada el 17 de octubre de 1972. Su temática es similar a la anterior, predicando paz y amor entre la gente, el mismo título suena muy religioso, en especial protestante (ya que es muy común que entre ellos se llamen hermanos). Es la pista número 9 del álbum. 
Debido a su poca extensión y promoción, el sencillo sólo alcanzó la cima en las listas de popularidad suecas. Comúnmente era interpretada por el grupo en sus tours de 1973, de 1974, de 1975 y de 1977. La canción era una de las favoritas del grupo, y era la única canción de su primer álbum que cantaban en su tour del 77.

## Santa Rosa
La canción elegida como lado B fue Santa Rosa. Con esta canción Björn y Benny participaron en un festival de música en Japón, en la cual no se llevaron ningún premio. En esta canción no hay voces femeninas.
La canción habla de un hombre que dejó su pueblo natal, pero al darse cuenta de que no valía la pena salir, canta como desearía poder de regreso en su hogar. Fue grabada el 21 de marzo de 1972, llamada primeramente "Grandpa's Banjo" y posteriormente "I'd Give Anything To Be Back Home In".

## Posicionamiento
| Lista                   | Posición |
| ----------------------- | -------- |
| Suecia Tio i Topp Chart | 1        |